# Adèle Castillon
Adèle Castillon (Angers, 24 de octubre de 2001) es una cantante, actriz y videógrafa francesa. Formó, junto con Matthieu Reynaud, el grupo Videoclub de 2018 a 2021.

## Biografía
Adèle Castillon se dio a conocer al público en general gracias a su canal de YouTube, donde publicaba videos con un humor poco convencional desde los trece años.
Descubierta por Daphné Thavaud, creadora del Club Agence Artistique, obtuvo su primer papel en el cine en 2017, en la película de Dominique Farrugia : Sous le même toit y comparte cartel con Gilles Lellouche y Louise Bourgoin.
El mismo año, Castillon fue enviada a Dharamsala a entrevistar al Dalai Lama. La conversación originó la obra Faites la révolution !,  publicada en 2017 por Sofia Stril-Rever, basada en entrevistas con el 14.º Dalai Lama. Un documental sobre este encuentro fue publicado en la plataforma Verticale.
En 2019 interpretó a una preocupante adolescente en la película L'Heure de la sortie de Sébastien Marnier donde, en compañía de sus compañeros de clase, atormentaba a Laurent Lafitte.
En septiembre de 2018, crea, con Matthieu Reynaud, Videoclub, un grupo de electropop. Su primer sencillo Amour plastique, producido por Régis Reynaud, tuvo cierto éxito. Siguió un primer concierto, que se agotó el 11 de abril de 2019 en Nantes. El grupo se embarca en una primera gira en el verano de 2019. Adele Castillon y Matthieu Reynaud actúan notablemente en Unaltrofestival en Milán y en el Delta Festival en Marsella. También forman parte del programa del festival Cabourg mon amour, a finales de junio. El grupo se separó en marzo de 2021 y ella actuó en solitario las últimas fechas programadas.

## Discografía

### Con Videoclub
- 2018 : Amour Plastique (sencillo) Roi (sencillo)
- 2019 : En nuit (sencillo) What Are You So Afraid Of (sencillo) Mai (sencillo)
- 2020 : Enfance 80 (sencillo) Enfance 80 (With Natalia Lacunza) (sencillo) Euphories (sencillo)
- 2021 : Euphories (álbum)

### Carrera en solitario
- 2022 : Impala (sencillo)
- 2023 : Rêve (sencillo) Alabama (sencillo) C'est Drôle (sencillo) Plaisir Risque Dépendance (álbum)
- 2025 : Crèvecoeur (álbum)

## Filmografía

### Cine
- 2017 : Sous le même toit de Dominique Farrugia : Violeta
- 2018 : L'Heure de la sortie de Sébastien Marnier : Clara

| Ceremonia            | Año  | Premio       | Resultados |
| -------------------- | ---- | ------------ | ---------- |
| Premios Melty Future | 2017 | Próximamente | Ganadora   |